# Selah, Washington
Selah är en ort i Yakima County i delstaten Washington. Vid 2010 års folkräkning hade Selah 7 147 invånare.